# Маканджуола, Хабиб
Хабиб Абдуфатай Маканджуола (англ. Habib Abdufatai Makanjuola; родился 19 апреля 1999 года) — нигерийский футболист, полузащитник. Чемпион мира в возрастной категории до 17 лет.

## Клубная карьера
В августе 2012 года Хабиба подписал лондонский «Челси». Также на одаренного юниора претендовали «Барселона», «Лион» и «Манчестер Юнайтед».

## Карьера в сборной
В 2013 году молодой игрок принял участие на юношеском чемпионате мира по футболу, став одним из самых молодых его игроков. На турнире он сыграл только в первом матче группового этапа с мексиканцами, а его сборная добилась звания чемпиона мира.

## Достижения
- Чемпион мира (до 17): 2013